# Glenea pseudoscalaris
Glenea pseudoscalaris é uma espécie de escaravelho da família Cerambycidae. Foi descrita por Léon Fairmaire em 1895.  É conhecida a sua existência no Vietname, China e Taiwan.

## Subespecie
- Glenea pseudoscalaris miwai Mitono, 1943
- Glenea pseudoscalaris pseudoscalaris (Fairmaire, 1895)